# Saint-Capraise-de-Lalinde
Saint-Capraise-de-Lalinde é uma comuna francesa na região administrativa da Nova Aquitânia, no departamento Dordonha. Estende-se por uma área de 3,84 km². Em 2010 a comuna tinha 537 habitantes (densidade: 139,8 hab./km²).